# Morisonia americana
Morisonia americana är en kaprisväxtart som beskrevs av Carl von Linné. Morisonia americana ingår i släktet Morisonia och familjen kaprisväxter. Inga underarter finns listade i Catalogue of Life.